# Michelle Batista
Michelle Batista da Silva (São Gonçalo, 26 de abril de 1986) é uma atriz brasileira. É irmã gêmea da também atriz Giselle Batista, com que já trabalhou em diversas produções.

## Filmografia

### Televisão
| Ano     | Título                        | Personagem                    | Notas                                                     |
| ------- | ----------------------------- | ----------------------------- | --------------------------------------------------------- |
| 2006    | Cobras & Lagartos             | Gabriela                      |                                                           |
| 2007-08 | Malhação                      | Clarissa Viana                |                                                           |
| 2009    | Os Buchas                     | Li                            | Episódio: "Li"                                            |
| 2010    | Clandestinos: O Sonho Começou | Michelle                      |                                                           |
| 2011    | Aline                         | Mirella                       | Episódio: "Aline x Vera"                                  |
| 2012    | Adorável Psicose              | Ana (Aninha)                  | Episódio: "A Aninha Triste"                               |
| 2012    | Louco por Elas                | Andressa                      | Episódio: "Léo Passa Mal" Episódio: "Precisa Ser Operado" |
| 2013    | Saramandaia                   | Vitória (jovem)               | Episódio: "24 de junho"                                   |
| 2013–18 | O Negócio                     | Magali Backer                 |                                                           |
| 2015    | Milagres de Jesus             | Sara                          | Episódio: "A Mulher Samaritana"                           |
| 2015    | As Canalhas                   | Andréia                       | Episódio: "Tatiana"                                       |
| 2017    | O Rico e Lázaro               | Talita Rahal Mayan            |                                                           |
| 2019    | Vítimas Digitais              | Giselle                       | Episódio: "Renata"                                        |
| 2019    | As Aventuras de Poliana       | Ângela Salgueiro              | Episódio: "28-29 de janeiro"                              |
| 2019-21 | Amor sem Igual                | Maria Antônia Barros Cordeiro |                                                           |
| 2021    | Gênesis                       | Adinah                        |                                                           |
| 2021    | Gênesis                       | Lia                           |                                                           |
| 2023    | Histórias Quase Verdadeiras   | Whemytta                      |                                                           |
| 2024    | Família É Tudo                | Priscila                      | Episódio: "3-8 de setembro"                               |
| 2025    | Paulo, O Apóstolo             | Rode                          |                                                           |

### Cinema
| Ano  | Título                                 | Personagem               | Nota           |
| ---- | -------------------------------------- | ------------------------ | -------------- |
| 2007 | Podecrer!                              | Nina                     |                |
| 2010 | High School Musical: O Desafio         | Alícia                   |                |
| 2010 | Dores e Amores                         | Dora 2                   |                |
| 2010 | A Suprema Felicidade                   | Moça na festa do militar |                |
| 2012 | A Inevitável História de Letícia Diniz | Letícia Diniz            | Curta-metragem |
| 2016 | Zoom                                   | Modelo                   |                |
| 2021 | O Auto da Boa Mentira                  | Whemytta                 | [ 20 ]         |

#### Internet
| Ano           | Título                | Notas         |
| ------------- | --------------------- | ------------- |
| 2017–presente | GiMi                  | Apresentadora |
| 2021          | Live Época Cosméticos | Apresentadora |

Videoclipes
| Ano  | Título       | Banda      |
| ---- | ------------ | ---------- |
| 2013 | "Mandou Bem" | Jota Quest |

## Prêmios e indicações
| Ano  | Premiação                    | Categoria                 | Indicação | Resultado |
| ---- | ---------------------------- | ------------------------- | --------- | --------- |
| 2021 | Prêmio Portal Notícias de TV | Melhor Atriz Protagonista | Gênesis   | Indicado  |
| 2021 | Prêmio Contigo! Online 2021  | Melhor Atriz de Novela    | Gênesis   | Indicado  |
| 2022 | Prêmio Site DABEME           | Melhor Atriz              | Gênesis   | Indicado  |